# دوستی عاشقانه
دوستی عاشقانه (همچنین دوستی پرشور یا دوستی محبت آمیز) یک رابطه بسیار نزدیک اما معمولاً غیرجنسی بین دوستان است که اغلب شامل درجه ای از نزدیکی فیزیکی فراتر از آن چیزی است که در جوامع غربی معاصر رایج است. برای مثال، ممکن است شامل دست گرفتن، در آغوش گرفتن، بغل کردن، بوسیدن، ماساژ دادن، یا تخت‌خواب مشترک، بدون آمیزش جنسی یا سایر حالت‌های جنسی باشد.
این اصطلاح معمولاً در تحقیقات تاریخی استفاده می‌شود و رابطه بسیار نزدیک بین افراد همجنس را در دوره‌ای از تاریخ توصیف می‌کند که مقوله اجتماعی همجنس‌گرایی مانند امروز وجود نداشت. در این راستا، این اصطلاح در اواخر قرن بیستم به منظور توصیف گذشته‌نگر نوعی از رابطه ابداع شد که تا اواسط قرن نوزدهم غیرقابل توجه تلقی می‌شد، اما از نیمه دوم قرن نوزدهم به عنوان صمیمیت فیزیکی نادرتر بین شرکای غیرجنسی پدیدار شد و همراه با اضطراب در نظر گرفته شدند. دوستی عاشقانه بین زنان در اروپا و آمریکای شمالی به ویژه در اواخر قرن ۱۸ و اوایل قرن ۱۹، با ظهور همزمان با ظهور تحصیل زنان و لفاظی جدید از تفاوت‌های جنسی، رایج شد.

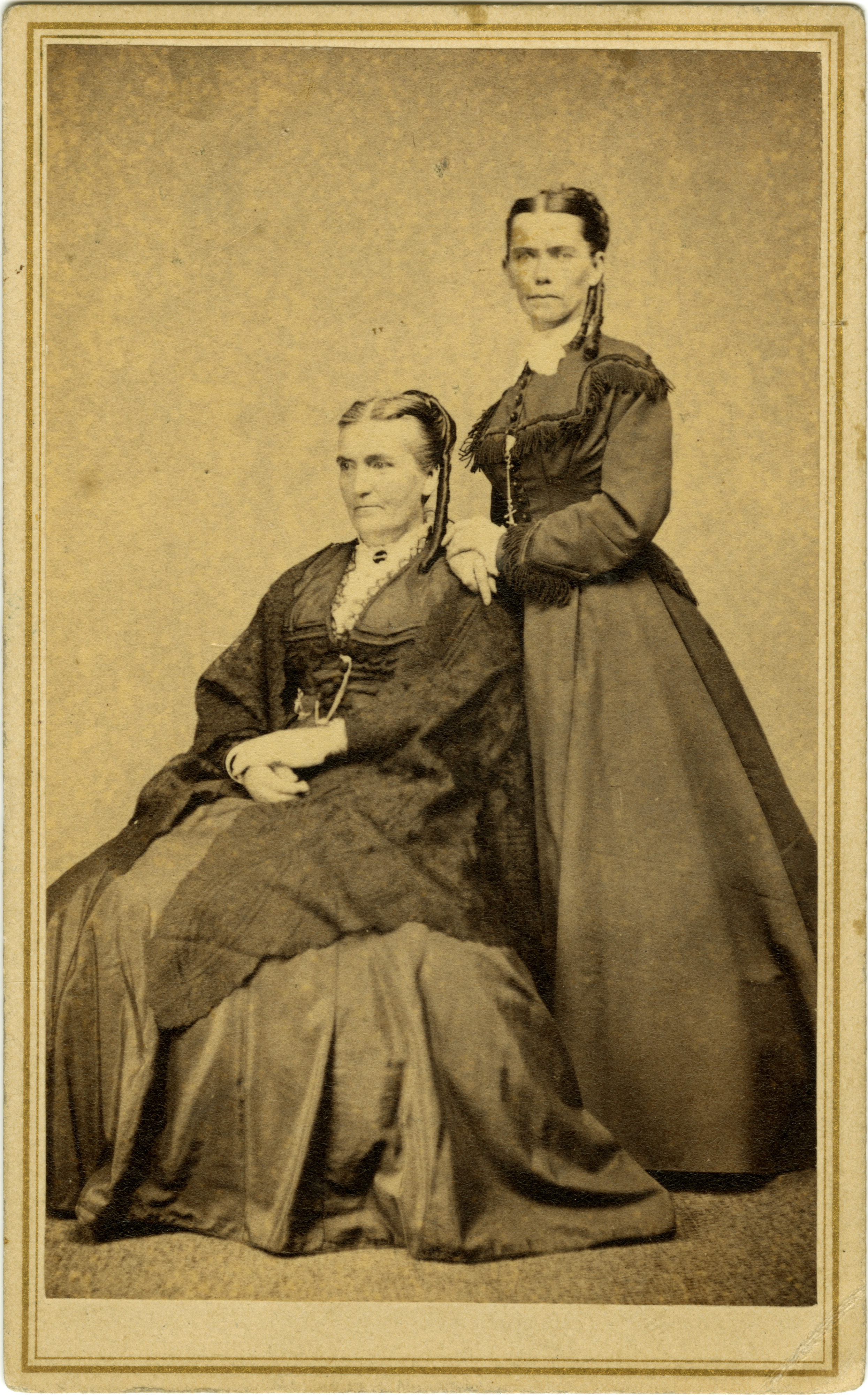
بنیانگذاران کالج شیمر سیندارلا گرگوری و فرانسیس شیمر در سال ۱۸۶۹. رابطه بسیار نزدیک آنها به عنوان «دوستی پرشور» توصیف شده است.